# The Hope Blister
The Hope Blister byla hudební skupina, kterou založil hudební producent Ivo Watts-Russell, zakladatel hudebního vydavatelství 4AD. První album projektu nazvané …smile's OK vyšlo v květnu 1998 a bylo složené z coververzí písní od různých autorů, jakými byli například Brian Eno („Spider and I“), David Sylvian („Let the Happiness In“) nebo John Cale („Hanky Panky Nohow“). Druhá nahrávka v podobě alba Underarms vyšla v březnu 1999 a tentokrát obsahovala remixy. Následně bylo plánováno vydání dalšího alba coververzí, k jehož realizaci nakonec nedošlo.